# Равенстейн (Нідерланди)
Равенстейн (нід. Ravenstein) — місто в нідерландській провінції Північний Брабант. Входить до муніципалітету Осс.
Його площа становить 5,30 км², а населення станом на 2021 рік складало 3 410 осіб.
До 2003 року мало статус окремого муніципалітету.

## Галерея

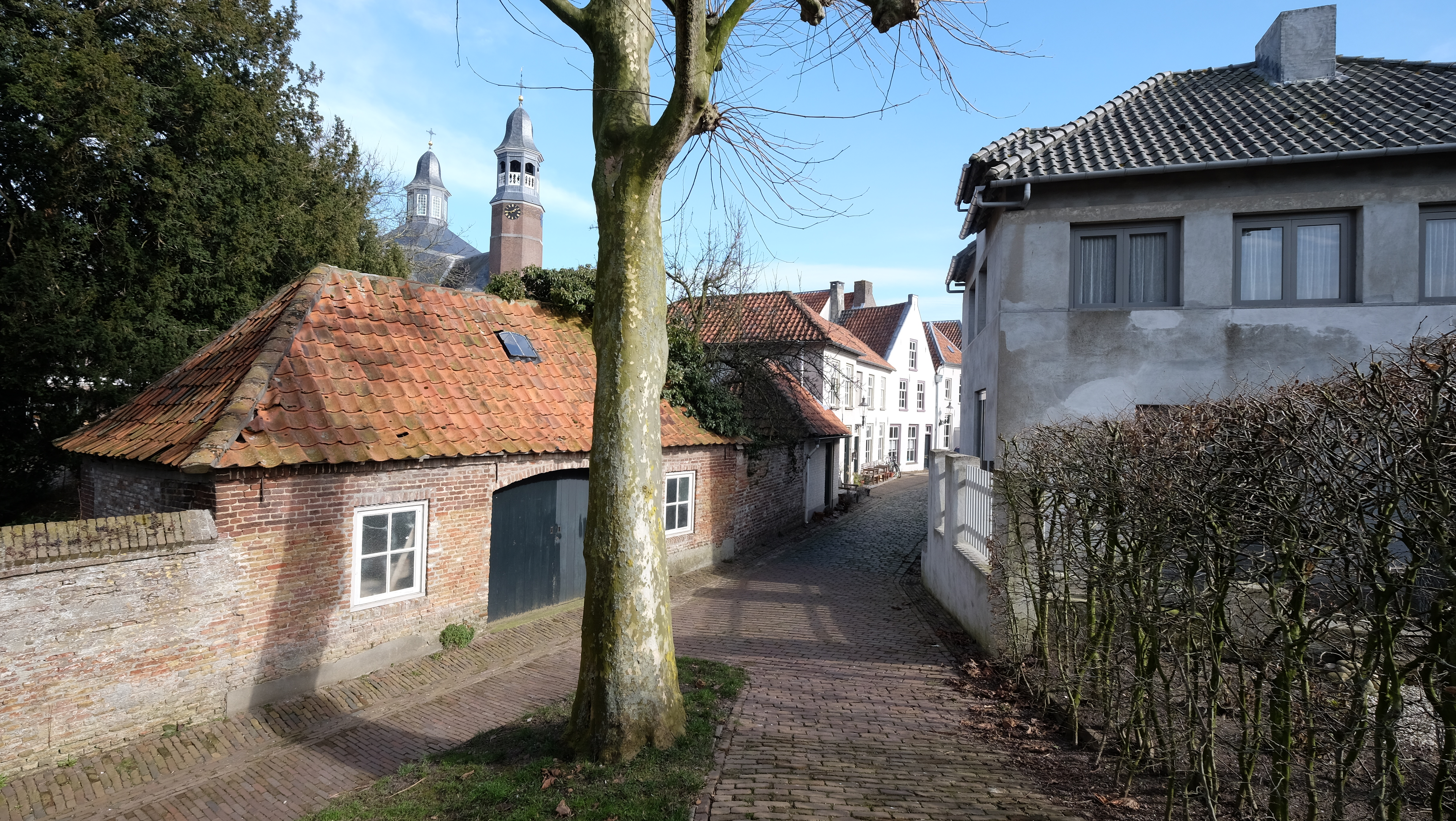
Вулиця в Равенстейні
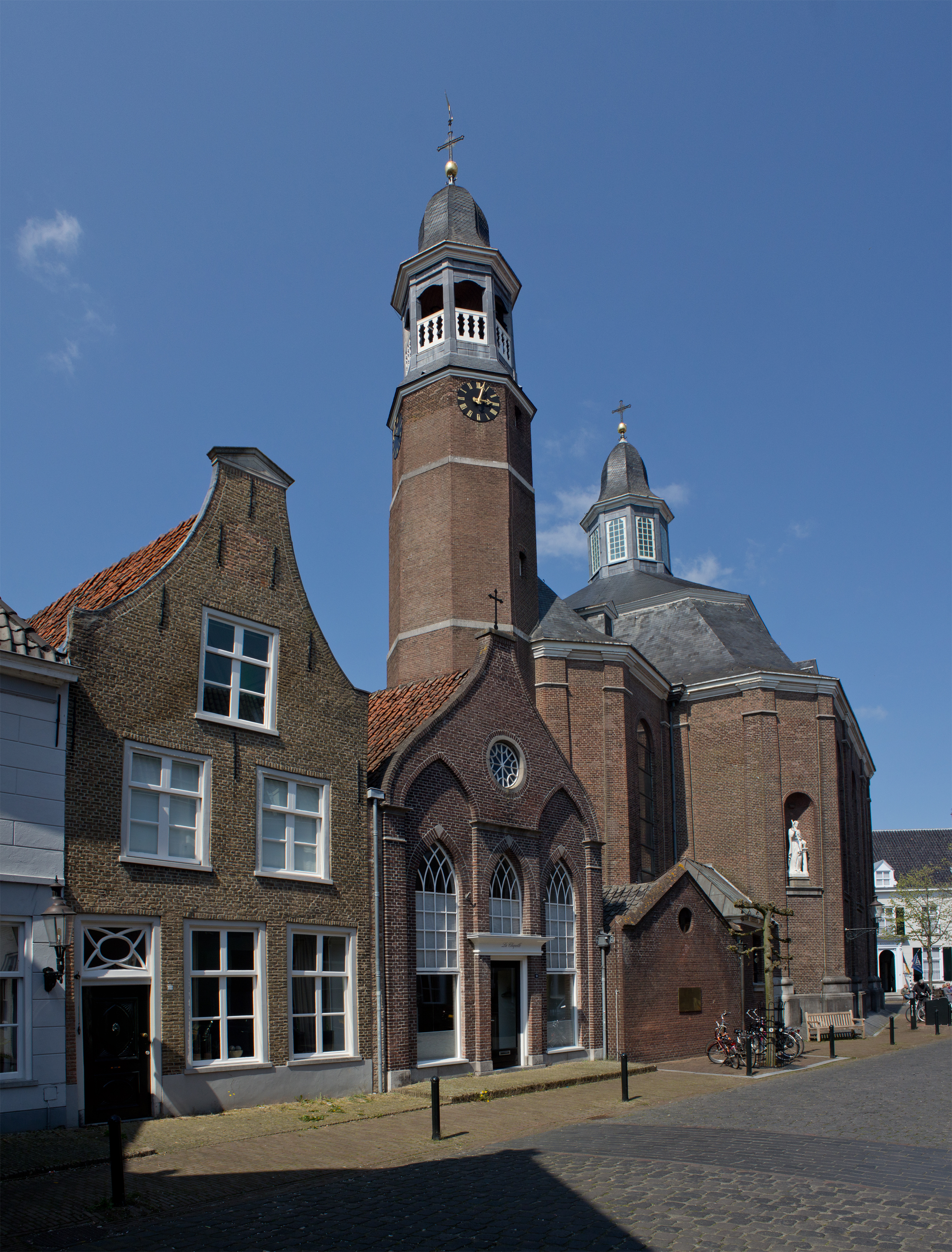
Церква св. Люсії
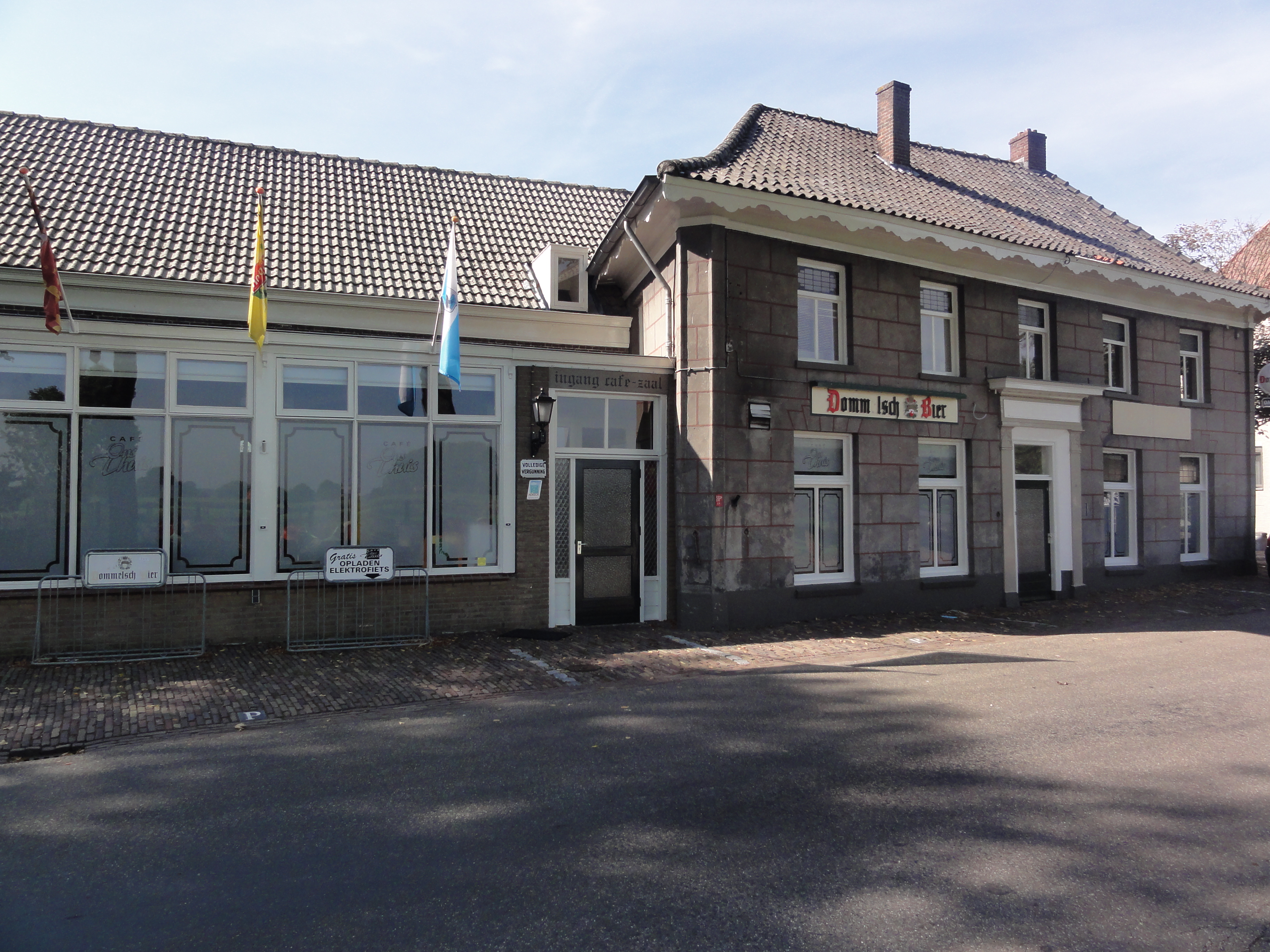
Міська забудова
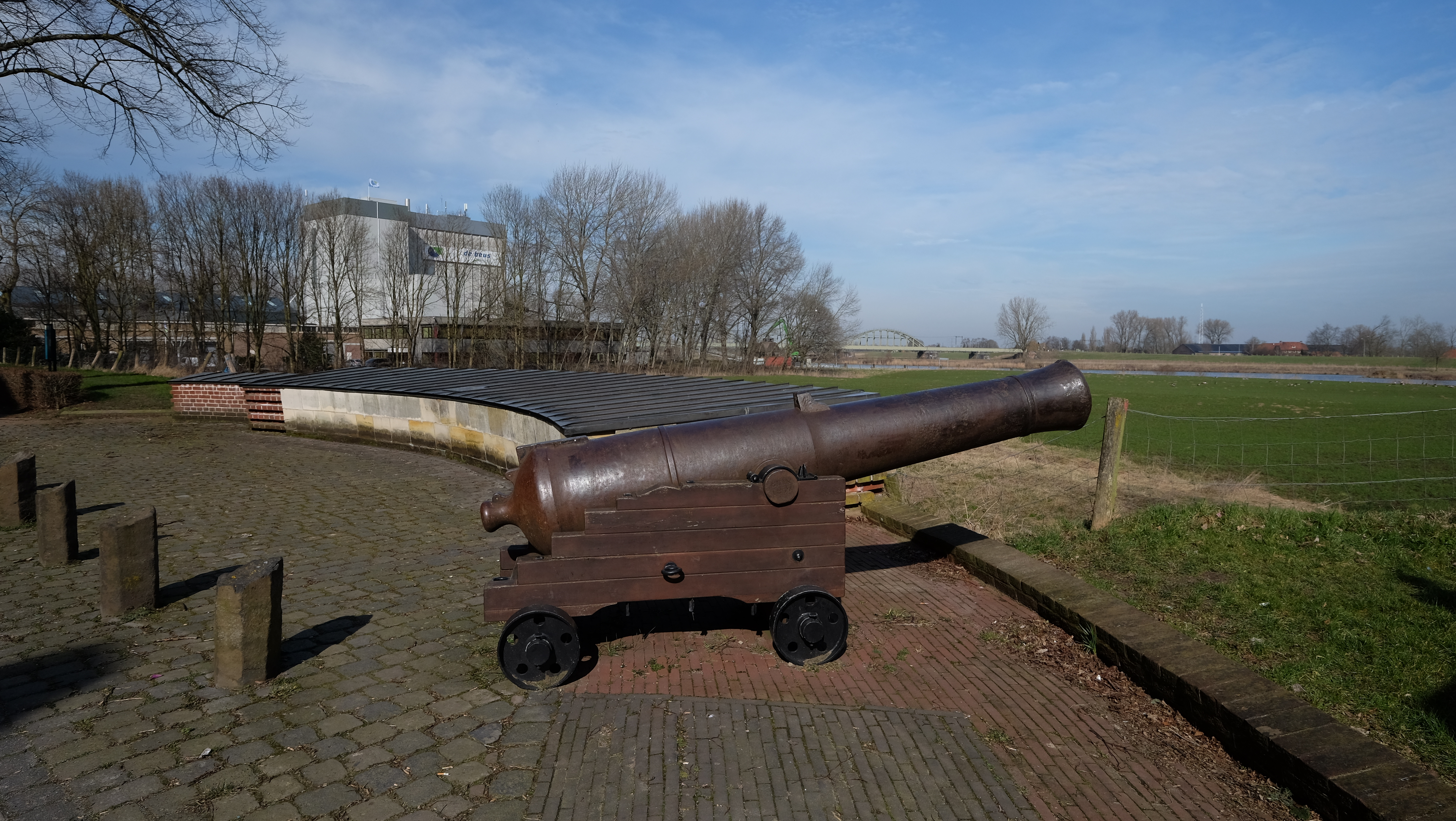
Історичні оборонні споруди